# Кподзро, Филипп Фаноко Косси
Филипп Фаноко Косси Кподзро (фр. Philippe Fanoko Kossi Kpodzro; 30 марта 1930, Томегбе, Французское Того — 9 января 2024, Швеция) — тоголезский католический иерарх и политический деятель. Епископ Атакпаме (1976—1992), архиепископ Ломе (1992—2007). Президент Национального собрания Того в 1991—1994 годах.
Родился 30 марта 1930 г. в Томегбе, деревне в регионе Плато примерно в 50 километрах к западу от Атакпаме, третий из шести детей у своих родителей.
Учился в малой семинарии Уида в Бенине, затем отправился в Рим изучать философию и теологию с целью стать священником. В 1955 году получил докторскую степень по философии, в 1959 году — по теологии.
Рукоположен в духовный сан 20 декабря 1959 года в Ломе.
С 19 декабря 1975 года апостольский администратор Атакпаме и титулярный епископ Баканарии. Рукоположён в сан архиепископом Уагадугу кардиналом Полем Зунграной, которому сослужили епископ Ломе Роберт-Казимир Тоньюи Мессан Доссе-Анирон и Роберт Састре, епископ Локосский.
С 10 апреля 1976 года епископ Атакпаме, рукоположён в сан 2 мая.
С 17 декабря 1992 по 8 июня 2007 г. архиепископ Ломе.
С 20 августа 1991 по февраль 1994 г. президент Национального собрания Того.
Ушёл на покой 8 июня 2007 г. в возрасте 77 лет.
Умер 9 января 2024 года в Швеции, где он жил в изгнании последние три года из-за своей открытой критики режима президента Того Фора Эссозимны Гнассингбе.